# Кужьеги
Кужьеги — река в России, протекает по Муезерскому району Карелии.
Впадает в озеро Лабиярви, из которого вытекает Лабийоки. Длина реки составляет 20 км, площадь водосборного бассейна 94,7 км².

## Данные водного реестра
По данным государственного водного реестра России относится к Балтийскому бассейновому округу, водохозяйственный участок реки — Реки Карелии бассейна Балтийского моря на границе РФ с Финляндией, включая оз. Лексозеро. Относится к речному бассейну реки Реки Карелии бассейна Балтийского моря.
Код объекта в государственном водном реестре — 01050000112102000010068.